# Stompvlektijger
Stompvlektijger (Nephrotoma cornicina) is een tweevleugelige uit de familie langpootmuggen (Tipulidae). De soort komt voor in het Palearctisch, Nearctisch en Oriëntaals gebied.

## Kenmerken
- Kopvlek meestal langgerekt en stomp eindigend, zelden meer driehoekig.
- Segment 7 en/of 8 van het achterlijf en de genitaliën rondom donkerbruin tot zwart.
- Mannelijk genitaal met knotsvormig aanhangsel.